# Julijana
Julijana je žensko osebno ime.

## Izvor imena
Ime Julijana je različica ženskega osebnega imena Julija.

## Pogostost imena
Po podatkih Statističnega urada Republike Slovenije je bilo na dan 31. decembra 2007 v Sloveniji število ženskih oseb z imenom Julijana: 2.591. Med vsemi ženskimi imeni pa je ime Julijana po pogostosti uporabe uvrščeno na 101. mesto.

## Osebni praznik
V našem koledarju z izborom svetniških imen, udomačenih med Slovenci in njihovimi godovnimi dnevi po novem bogoslužnem koledarju je ime Julijana zapisano 3 krat.
- 19. januar, Julijana Flaconieri, devica, ustanoviteljica reda Marijinih služabnic († 19. jan. 1341)
- 16. februar, Julijana Lieška, devica in mučenka v Nikomediji († 16. feb. 304)
- 8. april, Julijana Billiart, devica inn redovna ustanoviteljica